# Kelly Bailey
Kelly Bailey é um compositor, músico, designer de jogos, artista conceitual e programador. Ele foi designer de som e música sênior na Valve Corporation até que ele saiu em 2011 com Mike Dussault, para se concentrar no projeto Sunspark Labs LLC deles. Ele voltou então para a Valve em Fevereiro de 2014.

## Biografia
No defunto site do Half-Life, sua função era descrita pela frase: "Kelly fez toda a música e efeitos sonoros para Half-Life, e escreveu código de som para criar falas para os personagens e efeitos de ressonância DSP."
Na versão anterior do site oficial da Valve, sua função era descrita como: "Kelly, anteriormente um gerente de unidade de produtos na Microsoft, tem conhecimento que inclui consumo multimídia, motor de banco de dados, e networking. Ele criou todas as músicas e efeitos sonoros para Half-Life."
O rosto de Gordon Freeman de Half-Life 2 foi baseado nele, assim como em outros três funcionários da Valve – David Speyrer, Eric Kirchmer e Greg Coomer.

## Discografia

### Videogames
- Half-Life (1998)
- Half-Life 2 (2004)
- Half-Life 2: Episode One (2006)
- Portal (2007)
- Half-Life 2: Episode Two (2007)
- Counter-Strike: Global Offensive (2012)